# Samuel Salmi
Samuel Salmi, född 19 mars 1951 i Muonio, vade biskop i Uleåborgs stift i Evangelisk-lutherska kyrkan i Finland 2001-2018. Salmi blev teologie kandidat år 1974, licentiat år 1983 och doktor år 1990 från Helsingfors universitet.
Före sitt tillträde på biskopssätet i Uleåborg verkade Salmi som pastor i flera olika uppgifter, däribland som kyrkoherde i en församling i Åbo.
Samuel Salmi är gift med ekonomen Hannele Salmi (född Zeitlinger), som också arbetar på domkapitlet i Uleåborg. Paret har två barn, Mikko Salmi och Johanna Salmi.